# Yosemeh Adjei
Yosemeh Adjei (* 1973) ist ein deutscher Countertenor und Trompeter.

## Herkunft und Leben
Seine ersten sechs Lebensjahre verbrachte Adjei in Ghana. Als Kind war er von 1983 bis 1990 im Windsbacher Knabenchor. Er studierte an der Hochschule für Musik Karlsruhe Trompete bei Reinhold Friedrich und arbeitete im Anschluss einige Jahre als Orchestertrompeter im WDR-Rundfunkorchester. Während dieser Zeit begann er sein Gesangsstudium bei Kai Wessel an der Hochschule für Musik in Köln und verlegte seinen musikalischen Schwerpunkt nach und nach auf den Gesang. Weitere künstlerische Impulse erhielt er durch Thomas Quasthoff und Andreas Scholl.
Seitdem trat er insbesondere mit „Alter Musik“ als Solist auf. 2005 debütierte er mit Händels „Athalia“ bei den Händel-Festspielen Halle, begleitet von La Stagione Frankfurt.
Im Jahr 2002 war er Preisträger des Musikwettbewerbs für Alte Musik in Brügge sowie Finalist beim Deutschen Musikwettbewerb mit seinem Quintett „baroque art ensemble köln“. 2003 folgten Rundfunkproduktionen mit dem WDR-Rundfunkorchester und der Deutschen Welle. Anfang 2004 erschien eine CD-Produktion von Händels Messias mit den Regensburger Domspatzen unter der Leitung von Roland Büchner und Yosemeh Adjei als Solisten.
Er gastierte bei Opernpremieren in Aachen, Wuppertal und Osnabrück und sang 2006 in Händels Agrippina die Rolle des Ottone in den Theatern in Solingen und Remscheid. 2007 war er u. a. zur Premiere von Händels Oper Julius Cäsar nach Göttingen zu den dortigen Händelfestspielen und zur Produktion von Niccolò Piccinnis Catone in Utica unter der musikalischen Leitung von Reinhard Goebel an das Nationaltheater Mannheim eingeladen. Außerdem debütierte er als Oberon in Benjamin Brittens Sommernachtstraum am Landestheater Detmold und als Medarse in Wuppertal. Zu den Höhepunkten 2008 gehörten die Zusammenarbeit mit Andrea Marcon und Konzerte mit dem Kammerorchester C.P.E. Bach. 2009 hat er bei den Schwetzinger Festspielen und am Theater Bonn die Titelpartie in Händels Ezio gesungen.
Bei der Ruhrtriennale 2014 spielte er in der Produktion Sänger ohne Schatten von Boris Nikitin.
Seit dem WS 2023/24 ist Adjei Professor für Trompete an der Stella Vorarlberg.

## Belege
1. ↑  Ruhrtriennale: Szenischer Essay über Schein und Sein, Boris Nikitins "Sänger ohne Schatten", Rezension von Ulrike Gondorf im Deutschlandradio Kultur vom 22. August 2014, abgerufen am 23. August 2014.
2. ↑  Sänger ohne Schatten - Boris Nikitin spürt mit seinem für die Ruhrtriennale entstandenen Projekt der Macht der menschlichen Stimme nach, Nachtkritik.de vom 22. August 2014, abgerufen am 23. August 2014.

| Personendaten    | Personendaten                        |
| ---------------- | ------------------------------------ |
| NAME             | Adjei, Yosemeh                       |
| KURZBESCHREIBUNG | deutscher Countertenor und Trompeter |
| GEBURTSDATUM     | 20. Jahrhundert                      |